# Jungfrau
A Jungfrau az azonos nevű masszívum legmagasabb csúcsa a Berni-Alpokban, Wengen fölött. A másik két csúcs az Eiger (3970 m) híres északi falával, valamint a Mönch (4099 m).
A csúcsot az aaraui Meyer fivérek hódították meg először, 1811-ben. Az egykor nehezen megközelíthető hegy közelébe ma a Jungfraubahn fogaskerekű vasút visz fel: a hegy belsejében futó pálya végállomása a Jungfraujoch vasútállomás, amely 3454 méteres magasságával a legmagasabban fekvő vasútállomás Európában.
A vasút Kleine Scheideggből indul, amely szintén vasúton érhető el Grindelwaldból és Lauterbrunnenből.